# Hirasa phana
Hirasa phana là một loài bướm đêm trong họ Geometridae.